# Karl David Ilgen
Karl David Ilgen (* 26. Februar 1763 in Sehna bei Eckartsberga; † 17. September 1834 in Berlin) war ein deutscher evangelischer Theologe, Philologe und Pädagoge.

## Leben
Sein Vater war Schulmeister in Sehna und galt als hart und jähzornig. Als sein Vater nach Burgholzhausen erkrankte Ilgen schwer an Blattern, so dass sich alle wunderten, dass er diese Krankheit überlebte. Mit 13 Jahren kam er dann zur Ausbildung zu einem benachbarten Pfarrer. Dort lernte er dann Latein, Griechisch und Hebräisch sowie Geschichte und Geographie. Nur widerstrebend ließen ihn seine Eltern dann eine wissenschaftliche Laufbahn nehmen. Er kam auf die Stadtschule von Naumburg, dann auf die dortige Domschule. Dort förderte der Rektor Lobeck ihn als begabten Schüler, aber Ilgen hatte immer mit der Not zu kämpfen.
Ilgen studierte ab 1783 in Leipzig Theologie. Er hörte bei vielen bekannten Professoren seiner Zeit, bis er 1788 das Studium als Magister abschloss.
Er wurde 1789 Rektor der Stadtschule zu Naumburg. 1794 kam er als Nachfolger von Eichhorn als Professor der orientalischen Sprachen an der Universität Jena. Nach dem Tod von Rektor Heimbach war er von 1802 bis 1831 Rektor an der Landesschule Pforta. Der Vierte Koalitionskrieg war noch ohne Folgen für die Schule, 1808 gab es größere Reformen, aber im Jahr 1815 kam das Land und die Schule nach Preußen. Er wurde zum Konsistorialrat ernannt, führte aber bis 1820 heftige Kämpfe mit der preußischen Schulverwaltung. Im September 1824 konnte er mit dem Leiter des höheren Schulwesens in Preußen Johannes Schulze eine Schulreform durchsetzen. 1826 wurde er durch Verleihung des roten Adlerordens ausgezeichnet. Aber 1831 musste er um seine Entlassung bitten, da das Schwinden der Sehkraft ihn arg behinderte. Im April 1831 zog er nach Berlin, so sein Sohn als Lehrer tätig war.
Karl David Ilgen starb 1834 im Alter von 71 Jahren in Berlin an einem Schlaganfall. Beigesetzt wurde er auf dem Friedhof der Dorotheenstädtischen und Friedrichswerderschen Gemeinden an der Chausseestraße. Das Grab ist nicht erhalten.
Ilgen heiratete 1794 Johanna Ernestine Christiane Gutjahr (1776–1849). Das Paar hatte mehrere Kinder, davon überlebte ein Sohn:
- Konstantin († 1838), Lehrer am Joachimsthaler Gymnasium in Berlin

## Werke (Auswahl)
- Chorus Graecorum tragicus qualis fuerit et quare usus ejus hodie revocari nequeat. Sommer, Leipzig 1788
- Iobi antiquissimi carminis hebraici natura atque virtutes. Fleischer, Leipzig 1789
- Nestore felicissimi senis exemplo Homerum non magis delectare quam prodesse. Leipzig 1789
- Caroli Davidis Ilgenii Philos. Et Ll. Oo. Prof. In Acad. Ien. P. O. Et Societ. Lat. Ien. Sod. Hon. Opuscula Varia Philologica. Hennings, Leipzig  1797
- Skolia, Hoc est Carmina convivalia Graecorum metris suis restituta et animadversionibus illustrata. Croeker, Jena 1798. (Digitalisat)
- Die Urkunden des ersten Buchs von Moses in ihrer Urgestalt: zum bessern Verständnis und richtigern Gebrauch derselben. Hemmerde & Schwetschke, Halle 1798. (Digitalisat)
- Die Geschichte Tobi's nach drey verschiedenen Originalen dem Griechischen dem Lateinischen des Hieronymus und einem Syrischen. Übersetzt und mit Anmerkungen exegetischen und kritischen Inhalts auch einer Einleitung. Göpferdt, Jena 1800
- Animadversiones philologicae et criticae in Carmen Virgilianum quod Copa inscribitur. Schulpforta, Schulprogramm 1820. (Digitalisat)